# 564 Dudu
564 Dudu è un asteroide della fascia principale del diametro medio di circa 49,57 km. Scoperto nel 1905, presenta un'orbita caratterizzata da un semiasse maggiore pari a 2,7523907 UA e da un'eccentricità di 0,2721971, inclinata di 17,95898° rispetto all'eclittica.
Il suo nome deriva da un personaggio del Così parlò Zarathustra, opera del filosofo tedesco Friedrich Nietzsche.